# 埃爾克鎮區 (北卡羅萊納州沃托加縣)
埃爾克鎮區（英語：Elk Township）是位於美國北卡羅萊納州沃托加縣的一個鎮區。

## 地方資料
埃爾克鎮區的面積為60.34平方千米，皆為陸地。根據2020年美國人口普查的數據，當地共有人口712人，而人口密度為每平方千米11.8人。